# ISO 3166-2:FJ
ISO 3166-2:FJ  é o subconjunto da Organização Internacional para Padronização (ISO), código de região sub-nacional padrão ISO 3166-2, para as principais subdivisões das Ilhas Fiji. Os códigos definidos abrangem os nomes das principais subdivisões de todos os países codificados no ISO 3166-1.
Atualmente, o ISO 3166-2 define os códigos de 4 divisões, 1 dependência e 14 províncias das llhas Fiji.
Os códigos consistem em duas partes separados por hífen. A primeira parte é FJ, o código das Ilhas Fiji no ISO 3166-1 alfa-2, e a segunda parte é um código de uma letra.

## Códigos atuais
Os nomes das subdivisões são listadas no ISO 3166-2 de acordo com padrão publicado pelo Maintenance Agency (ISO 3166/MA).  

### Divisões e dependência
| Código | Nome da subdivisão (pt) | Categoria   |
| ------ | ----------------------- | ----------- |
| FJ-C   | Central                 | divisão     |
| FJ-E   | Oriental                | divisão     |
| FJ-N   | Norte                   | divisão     |
| FJ-W   | Ocidental               | divisão     |
| FJ-R   | Rotuma                  | dependência |

### Províncias
| Code  | Nome da subdivisão | Categoria | Subdivisão relacionada |
| ----- | ------------------ | --------- | ---------------------- |
| FJ-01 | Ba                 | província | FJ-W                   |
| FJ-02 | Bua                | província | FJ-N                   |
| FJ-03 | Cakaudrove         | província | FJ-N                   |
| FJ-04 | Kadavu             | província | FJ-E                   |
| FJ-05 | Lau                | província | FJ-E                   |
| FJ-06 | Lomaiviti          | província | FJ-E                   |
| FJ-07 | Macuata            | província | FJ-N                   |
| FJ-08 | Nadroga e Navosa   | província | FJ-W                   |
| FJ-09 | Naitasiri          | província | FJ-C                   |
| FJ-10 | Namosi             | província | FJ-C                   |
| FJ-11 | Ra                 | província | FJ-W                   |
| FJ-12 | Rewa               | província | FJ-C                   |
| FJ-13 | Serua              | província | FJ-C                   |
| FJ-14 | Tailevu            | província | FJ-C                   |